# 이보 안드리치
이보 안드리치(Ivo Andrić, 1892년 10월 10일 ~ 1975년 3월 13일)은 보스니아의 문학가이다.

## 생애
보스니아의 작은 마을 트라브니크에서 크로아티아인 아버지 안툰과 어머니 카타리나 사이에 태어났다. 가난한 집안에서 '이반'이라는 이름을 가지고 태어난 그는 '이보'라는 이름으로 줄여서 불리기도 했다. 그가 두 살이 채 되기도 전에 아버지는 세상을 떴고 생계가 어려웠던 어머니는 어린 이반을 비셰그라드의 고모에게 맡긴다. 고모 밑에서 자란 안드리치는 엄격한 교육과 자상한 보살핌을 받았으나 왠지 모를 불안과 고독으로 어려서부터 힘겨워했다.
안드리치는 당시 보스니아 최고의 명문 고등학교인 벨리카 김나지야에 진학하면서 사라예보에서 지내게 된다. 이때 이웃에 살고 있던 예브게니야를 만나게 되고 그녀가 죽기 전까지 서신을 주고받으며 정서적 안정을 찾았다. 사라예보에서 공부하는 동안 그는 혁명단체에 들어갔다. 이 단체의 조직원들은 남슬라브의 독립지원과 오스트리아-헝가리 제국으로부터 보스니아를 해방시키기 위해 투쟁했다.(‘청년 보스니아 운동’) 제1차 세계대전 당시 그는 자신의 정치적 입지 때문에 오스트리아에 위치한 수용소에 있기도 했다.
세계대전 이후 형성된 세르비아, 크로아티아, 슬로베니아 왕국에서 그는 민간 공무원으로 경력을 쌓았다. 처음에는 종교 내각으로, 다음에는 외교관이 되었다. 자신이 크로아티아 혈통임에도 불구하고, 크로아티아 분리주의자에게 부정적으로 대했다. 그는 유고슬라비아가 히틀러에게 점령당한 1941년까지 독일의 대사였다. 전쟁 기간 동안 그는 점령당한 베오그라드에서 살았고, 정치적 행동과 참여를 하지 않았다. 바로 이 시간에 그는 그의 가장 유명한 소설들을 썼다. 그것은 1945년에 출판되었다. 전쟁 후 그는 공산당에서 기념적인 직위를 갖게 되었고, 특히 보스니아 헤르체고비나 최고위원회의 일원이 되었다. 1968년 아내의 죽음 후에 점차적으로 정치에서 멀어졌다.
이보 안드리치는 외교관으로 크게 성공했다. 1920년에 그는 바티칸 대사관에서 일했고, 그 후에는 부크레슈티, 트리에스트, 그라츠 영사관에서 일했다. 1927년에는 마르세이유, 파리, 마드리드 영사관에서 일했다. 1930년부터 1933년, 그는 제네바에 위치한 국제연맹 유고슬라비아왕국 대표위원단으로 활동했고 베를린에서는 유고슬라비아정부 특명대사로 있었다. 제2차 세계 대전이 시작된 후 아보 안드리치는 간부와의 의견불일치로 퇴직하였고 베오그라드로 돌아왔다. 바로 이 시기에 그는 세계적으로 유명해지게 된 운명과도 같은 작품들을 썼다. 1954년에 이보 안드리치는 유고슬라비아 공산당에 입당했고 유고슬라비아 작가연맹 위원장이 되었다. 그리고 그 해에 그는 세르보크로아티아 문어 통일에 관한 노비사드 조약에 처음으로 서명하였다. 1961년 이보 안드리치는 노벨문학상을 받았고, 1975년 베오그라드에서 사망했다.

## 작품세계
19세가 되던 1911년 이보 안드리치는 사라예보의 월간 문학지 <보스니아의 요정>에 그의 처녀시를 발표했고, 26세가 되던 1918년에는 산문시집 ≪흑해로부터≫를 발표하며 문단에 등단하게 된다. 2년 뒤인 1920년 ≪불안≫이라는 두 번째 시집을 내기는 했지만 더 이상 시는 쓰지 않았다. 같은 해 단편 <알리야 제르젤레즈의 여행>을 발표했다. 안드리치의 대표작이라 할 수 있으며 노벨 문학상을 받는 데 결정적 역할을 했던 소설 <드리나 강의 다리>는 보스니아와 세르비아의 접경에 위치한 작은 도시 비셰그라드와 이 도시를 가로질러 흐르고 있는 드리나 강 위에 놓인 다리를 중심으로 펼쳐지는 400여 년의 인간사를 다루고 있다. 400년의 세월이 흐르는 동안 수많은 주인공들은 지나가고 없지만 비셰그라드와 드리나 강 위의 다리만은 한 제국의 흥망성쇠를 목도하며 존재하고 있다는 이야기다. 같은 해 <트라브니크 연대기>와 <아가씨>를 발표한다. 그 외에도 중편 <저주받은 안뜰>, <몸통>, <올루야크 마을>, <물레방아>, <삼사라 여인숙에서의 웃음>, <현지처 마라＞, <제파 강의 다리> 외 100편이 넘는 작품들을 집필했다. 구(舊) 유고연방의 대통령을 지낸 요시프 브로즈 티토로부터 국민 훈장을 받기도 했다.
안드리치의 작품 대부분의 배경은 그가 태어난 보스니아다. 안드리치는 집안 사정으로 고향 트라브니크를 떠나 비셰그라드의 고모 밑에서 자랐다. 덕분에 또래보다 일찍 성숙했지만 고독과 불안으로부터 자유롭지 못했다. 드리나 강의 다리 위에서 이야기를 들려주던 동네 할아버지는 훗날 안드리치 작품들에 반영된 이야기의 원천이 된다. 사라예보로 가서 명문학교에 진학한 그는 청년 보스니아 운동에 가담했다가 제1차 세계대전 당시 3년간 투옥되기도 한다. 이렇게‘트라브니크-비셰그라드-사라예보’는 그의 작품 세계의 키워드가 되었다. 안드리치가 발표한 100여 편의 소설들은 얽히고설킨 실타래와 같다. 한 이야기의 주인공이 다른 이야기의 내레이터가 되고, 또 다른 이야기에서는 관조자 역할을 하는 등 각각의 이야기가 서로 맞물려 있다.
학업과 외교관 생활로 독일, 이탈리아, 프랑스, 스위스 등을 다니며 지내기도 했지만 안드리치의 마음속에는 늘 보스니아가 있었다. 외교관으로 일하던 1924년에는 <터키 지배의 영향하에서 보스니아 정신생활의 발전>이라는 논문으로 오스트리아의 그라츠대학교에서 역사학 박사 학위를 받았다. 이렇듯 그에게 보스니아는 작품의 주제이자 정신적 연구 대상이었다. 다양한 민족과 종교적 갈등, 문화적 차이가 공존했던 보스니아에서 대부분의 시간을 보낸 그는 보스니아인들의 역사, 가치관, 문화를 이야기로 표현했다. 그는 조국의 역사와 관련된 인간의 운명 문제를 파헤치는 서사적인 힘을 인정받아 1961년 노벨상을 수상했다.

## 저서 목록
- 보스니아 종교문화사
- 드리나 강의 다리
- 저주받은 뜨락
- 단편 선집
  - 아스카와 늑대
  - 제파 강의 다리 외
  - 이보 안드리치 단편집 ISBN 978-89-6228-335-8